# Municipio de Riverside (condado de Adams)
El municipio de Riverside (en inglés: Riverside Township) es un municipio ubicado en el condado de Adams en el estado estadounidense de Illinois. En el año 2010 tenía una población de 2151 habitantes y una densidad poblacional de 38,5 personas por km².

## Geografía
El municipio de Riverside se encuentra ubicado en las coordenadas 39°59′54″N 91°25′58″O / 39.99833, -91.43278. Según la Oficina del Censo de los Estados Unidos, el municipio tiene una superficie total de 55.88 km², de la cual 45,04 km² corresponden a tierra firme y (19,39 %) 10,83 km² es agua.

## Demografía
Según el censo de 2010, había 2151 personas residiendo en el municipio de Riverside. La densidad de población era de 38,5 hab./km². De los 2151 habitantes, el municipio de Riverside estaba compuesto por el 97,86 % blancos, el 0,42 % eran afroamericanos, el 0,05 % eran amerindios, el 0,42 % eran asiáticos, el 0,33 % eran de otras razas y el 0,93 % eran de una mezcla de razas. Del total de la población el 0,65 % eran hispanos o latinos de cualquier raza.